# Hagen Rickmann

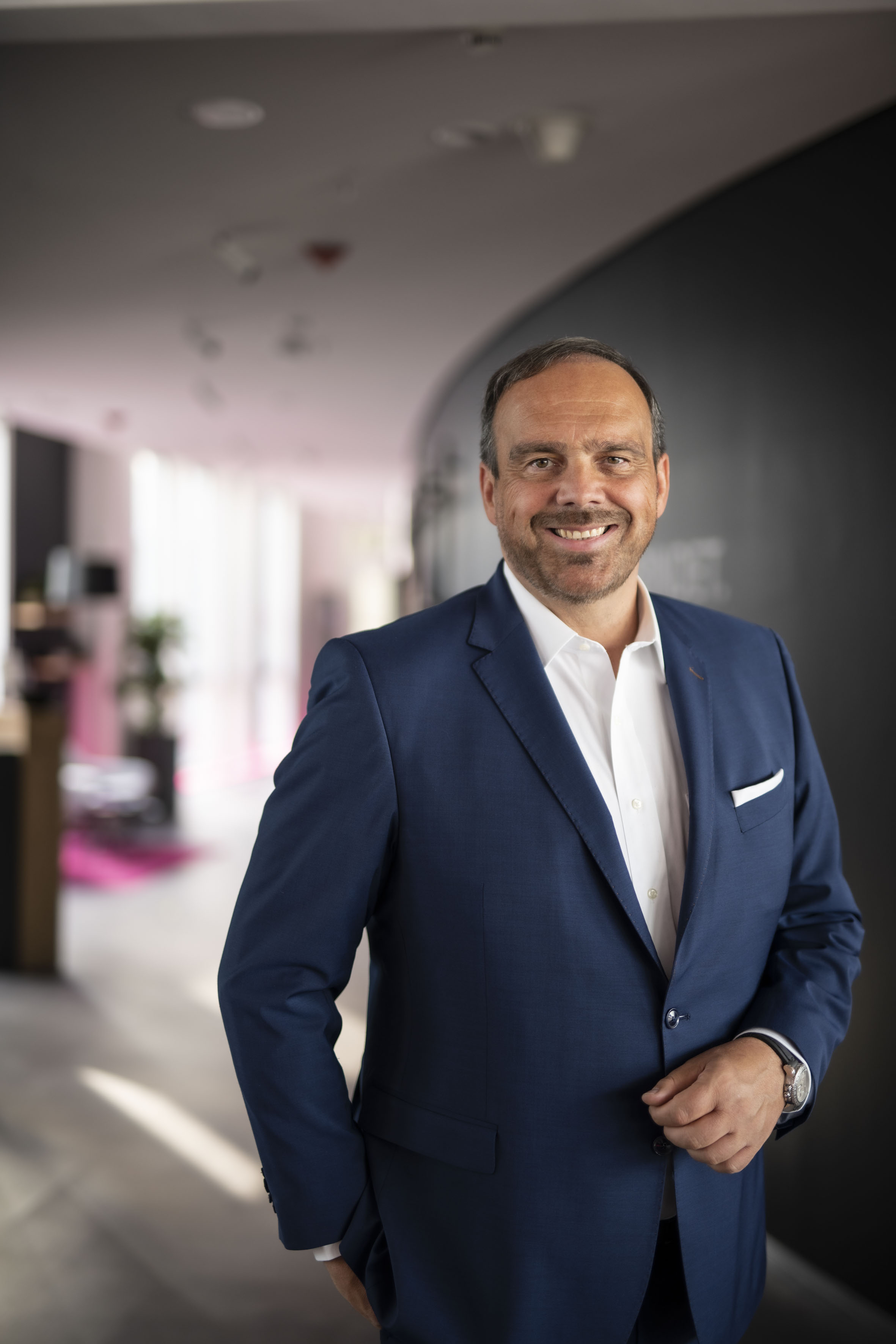
Hagen Rickmann, 2022

Hagen Rickmann (* 1969 in Bremerhaven) ist seit dem 1. November 2024 Business Director für das Firmenkunden-Geschäft von Vodafone Deutschland, Albanien, Tschechien, Griechenland, Irland, Portugal, Rumänien und Türkei. Seit dem 1. März 2025 übernimmt er zusätzlich, als Geschäftsführer des Firmenkunden-Geschäfts der Vodafone GmbH, auch die operative Verantwortung. Zuvor war ein Geschäftsführer der Telekom Deutschland GmbH bei der er ebenfalls den Geschäftskundenbereich des Unternehmens leitete.

## Beruflicher Werdegang
Während Banklehre und Studium der Wirtschaftswissenschaften in Hamburg und Karlsruhe gründete Hagen Rickmann sein erstes eigenes Unternehmen in der Catering-Branche. Nach Studienabschluss trat er im Jahr 1998 zunächst in die Unternehmensberatung Esche Schümann Commichau ein. Zwei Jahre später wechselte er als Chief Financial Officer zum IT-Dienstleister Done Project. 2002 stieg Hagen Rickmann als Managing Director IT bei EDS ein, wo er bis 2009 tätig war. Als General Manager und Vorstandsmitglied verantwortete er unter anderem den Bereich Consulting Services für Nord- und Zentraleuropa. Im Zuge des Mergers von EDS und HP leitete er von 2008 an den Bereich Infrastructure Services in Zentraleuropa.

### Deutsche Telekom AG und T-Systems
Ab 2009 war Rickmann bei T-Systems, der Geschäftskundensparte der Deutschen Telekom, in verschiedenen Führungspositionen tätig. Zuerst übernahm er das Portfolio- und Innovationsmanagement bei der T-Systems Enterprise Services GmbH. Ab 2011 verantwortete Rickmann als Geschäftsführer den Bereich Service der T-Systems International GmbH. Von Januar 2013 bis Februar 2015 leitete er den Vertrieb von T-Systems und damit das Großkundengeschäft des Telekom-Konzerns in Deutschland und weltweit.

### Telekom Deutschland
2015 wechselte Rickmann zur Telekom Deutschland GmbH. Seit März 2015 war er als Geschäftsführer verantwortlich für den gesamten Geschäftskundenbereich. Er legte dort seinen Schwerpunkt auf die Digitalisierung mittelständischer Unternehmen.
Hagen Rickmann war außerdem Schirmherr der von der Telekom Deutschland 2018 ins Leben gerufenen, branchenübergreifenden Initiative Digital X. Diese jährliche, bundesweite Veranstaltungsreihe bietet Unternehmen, Politik und Wissenschaft eine Plattform, um sich zu aktuellen Fragen der Digitalisierung auszutauschen und zu vernetzen. Zu den Speakern gehörten 2019 unter anderem Wikipedia-Gründer Jimmy Wales, World-Wide-Web-Begründer Tim Berners-Lee, Unternehmer Richard Branson, Timotheus Höttges, Vorstandsvorsitzender der Deutschen Telekom AG, und Staatsministerin Dorothee Bär, Beauftragte der Bundesregierung für Digitalisierung. 2020 fand die Veranstaltung wegen der Corona-Krise exklusiv online statt.
2023 verließ er die Telekom Deutschland.
Im Juni 2024 gab die Vodafone Group bekannt, dass Rickmann im November in das Unternehmen einsteigen und ab März 2025 das Firmenkunden-Geschäft in mehreren Ländern leiten werde.

## Privatleben
Rickmann ist verheiratet, hat drei Kinder und lebt mit seiner Familie in Hamburg.

## Publikationen
- IT-Outsourcing. Neue Herausforderungen im Zeitalter von Cloud-Computing. (Hrsg. Hagen Rickmann, Stefan Diefenbach und Kai T. Brüning). Springer Gabler, Berlin/Heidelberg 2013, ISBN 978-3-642-31461-2, ISBN 978-3-642-31462-9 (E-Book).
- NEXT.2030 – 33 kluge Köpfe über Deutschlands Zukunft. (Hrsg. Ann-Kristin Achleitner und Hagen Rickmann). 2023, ISBN 979-8366021944